# Pulau Chermin
Pulau Chermin (auch: Pulau Churmin) ist eine kleine Insel im Mündungsbereich des Brunei-Flusses in Brunei.

## Geographie
Die Insel ist Teil der Seria Anticline und bildet als Teil des Brunei Inner Bars einen Ausläufer der Anhöhe von Pulau Berambang, die sich von Südwesten nach Nordosten in die Brunei Bay hineinzieht. Diese Formation zieht sich weiter nach Norden in der Insel Pulau Kaingaran. Aufgrund einer Faltung der Schichten verlaufen zahlreiche Hügelkämme parallel nebeneinander, und so ist auch Pulau Pepatan und Pulau Baru-Baru im Osten der Ausläufer des benachbarten Hügelkammes.
Die gegenüberliegende Küste im Westen mit den Siedlungen Kampung Sungai Besar (Jin Kota Batu) steigt unmittelbar auf über 100 m an.
Pulau Chermin selbst erhebt sich nur wenige Meter über den Wasserspiegel. Sie hat einen tropfenförmigen Grundriss und ist heute dicht bewaldet und unbewohnt. 183 m vor der Nordküste der Insel liegt auch noch der Chermin Rock in den Untiefen der Flussmündung.

## Geschichte
Die Insel spielte eine Rolle in der Geschichte des Sultanats, weil sich im Bürgerkrieg von Brunei der Sultan Abdul Mubin mehrfach dorthin zurückzog. Abdul Mubin hatte seinen Vorgänger, Muhammad Ali, getötet. Seine Gegner drängten den neu ernannten Bendahara Muhyiddin sich gegen Abdul Mubin aufzulehnen. Zunächst zögerte Muhyddin. Seine Anhänger begannen Unruhe zu stiften, indem sie mit Speeren Anschläge auf Paläste und Häuser verübten. Abdul Hakkul Mubin verlegte auf Anraten von Muhyiddin seinen Palast nach Pulau Chermin um die Krise auszusitzen. Nach seinem Umzug rief sich Muhyiddin jedoch selbst zum fünfzehnten Sultan aus und es entspann sich ein militärischer Konflikt.
Nach langwierigen Kämpfen, während derer sich Abdul Mubin zwischenzeitlich nach Kinarut in Sabah geflüchtet hatte, konnte Muhyiddin eine Allianz mit dem Sultanat Sulu eingehen und die vereinten Truppen begannen Abdul Hakkul Mubin auf Pulau Chermin einzukesseln. Die bruneier Truppen, die sich Muhyiddin zur Verfügung stellten, wurden nach Bukit Chendana versetzt, sie sollten Kanonen bereit machen, die Pulau Chermin anvisierten. Inzwischen wurden die Truppen von Sulu auf eine Stellung bei Pulau Kaingaran versetzt.
Pengiran Karma, möglicherweise ein General und Verwandter von Muhyiddin, und die Truppen aus Sulu, die von Betara Sulu angeführt wurden, konnten mit ihren Schiffen bei Pulau Chermin anlegen. Sie trafen den Sultan in der Moschee von Chermin an, wohin er sich geflüchtet hatte. Der Sultan Abdul Hakkul Mubin bettelte um Gnade, wurde jedoch mit der Garrotte oder dem Kris getötet. Laut dem Silsilah Raja-Raja Berunai wurde der Sultan in Pulau Chermin beigesetzt.